# Dop för de döda

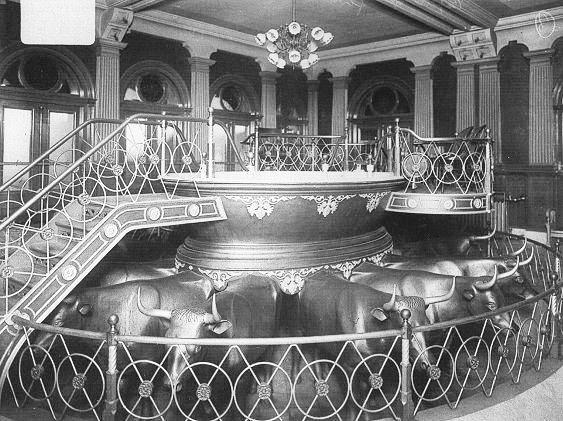
En dopfunt i Salt Lake-templet där dop för de döda utförs.

Dop för de döda har olika innebörd inom den kristna världen beroende på trosinriktning. Begreppet omnämns i bibeln (1 Kor 15:29) och har för de flesta troende kristna ingen större betydelse för deras religiösa utövning. Enligt den mormonske teologen John A. Tvedtnes utfördes dop för de döda av den tidiga kyrkan men förbjöds av Konciliet i Hippo år 393.
Ett trossamfund där dop för de döda har stor betydelse är Jesu Kristi Kyrka av Sista Dagars Heliga. För dem har dopet givits av Gud som enda vägen till frälsning och Guds närhet. De anser att eftersom många människor inte döps så ges inte denna möjlighet till alla, men genom ställföreträdande dop för avlidna förfäder ger Gud en jämlik möjlighet att följa Kristi exempel. Enligt kyrkans lära får den döde då möjlighet att välja att acceptera eller avstå dopet. På grund av denna lära ägnar sig Jesu Kristi Kyrka av Sista Dagars Heliga och dess medlemmar åt släktforskning för att kunna förrätta ställföreträdande dop för släktingar. 
Jesu Kristi Kyrka av Sista Dagars Heliga har fått kritik från judiska grupper för att ha utfört dop för de döda för judiska förintelseoffer. År 1995 instruerade denna kyrka sina medlemmar att bara ange namn på avlidna släktingar för ställföreträdande dop, inte namn på kända personer eller offer för förintelsen. Samtidigt raderades tusentals namn från deras genealogiska databas.